# Kickxella alabastrina
Kickxella alabastrina är en svampart som beskrevs av Coem. 1862. Kickxella alabastrina ingår i släktet Kickxella och familjen Kickxellaceae.   Inga underarter finns listade i Catalogue of Life.